# Fairy Tail: 100 Years Quest
Fairy Tail: 100 Years Quest (フェアリーテイル 100年クエスト?, Fearī Teiru: Hyaku-nen Kuesuto) è un manga scritto da Hiro Mashima e disegnato da Atsuo Ueda, sequel di Fairy Tail. Un adattamento anime prodotto da J.C.Staff è stato trasmesso dal 7 luglio 2024 al 5 gennaio 2025.

## Trama
Un anno dopo la sconfitta di Zeref e Acnologia, Natsu Dragonil e il suo team della gilda dei maghi Fairy Tail (Lucy Heartphilia, Gray Fullbuster, Elsa Scarlett, Wendy Marvel, Happy e Charle) sbarcano nel continente di Giltina, nel nord di Earthland, per compiere la missione dei 100 anni, una missione talmente difficile e pericolosa da essere rimasta incompiuta per almeno un secolo. Il loro cliente, l'immortale dragon slayer Elefseria, rivela che lo scopo della missione è quello di sigillare i cinque draghi divini, cinque draghi dotati di un potere pari a quello di Acnologia e che vengono venerati come dei dagli abitanti di Giltena. Il primo in cui il team si imbatte è Mercuphobia, il dio drago dell'acqua, che Natsu riesce a sottomettere con l'aiuto di Ignia, il malvagio dio drago del fuoco e figlio biologico di Igneel, che sfida Natsu a rafforzarsi per una battaglia uno contro uno.
Nel frattempo, Fairy Tail recluta un nuovo membro, Touka, ignara di essere fusa con un'altra maga di nome Faris. Affermando di essere la Maga Bianca, il leader centenario di un culto di magia bianca malevolo, Faris fa il lavaggio del cervello a Fairy Tail in una crociata per cancellare le fonti di magia potente. Una volta che la squadra di Natsu salva i loro compagni di gilda, Wendy Marvell separa Touka e Faris dopo che quest'ultima viene ingannata da Selene, il dio drago della luna, per risvegliare il dormiente Aldoron, il dio drago del legno, che viene ucciso da Natsu. Nonostante le azioni di Faris, la squadra salva la sua casa e quella di Touka, il mondo parallelo di Elentear, dopo aver scoperto che Selene ha ricattato Faris con la sua distruzione.
Selene prende il controllo di Diabolos, una gilda di dragon slayer di quinta generazione che è in conflitto con Fairy Tail per la missione dei 100 anni, e mette le due gilde l'una contro l'altra per recuperare la conoscenza di Athena, un'arma costruita dall'allievo di Elefseria per essere usata contro i cinque draghi divini. Tuttavia, sono costretti a unirsi contro l'alleato di Ignia, il dio drago della terra Dogramag (sesto drago divino che si riteneva fosse stato ucciso da Elefseria), che pone fine alle ostilità con Selene dopo che Dogramag viene ucciso da Natsu. Ulteriori indagini rivelano che Athena è la vera Maga Bianca meccanica utilizzata da Gold Owl, una gilda di alchimisti formata dalla volontà disincarnata di Viernes, il dio drago d'oro. Convinta da Lucy Heartfilia a ribellarsi, Athena aiuta Natsu a uccidere Viernes ripristinando la forma fisica del drago.
Come ultimo dio Drago rimasto, Ignia rivela il suo piano per ricreare il Festival del Re Drago, un evento storico in cui Acnologia ha sterminato la razza dei draghi; a tal fine, fa resuscitare i draghi divini uccisi e fa impazzire gli altri. Alla battaglia si unisce la controparte di Faris nativa di Earthland, una maga nera intrisa del potere del braccio smembrato di Acnologia.

## Media

### Manga

#### Volumi
Siccome i volumi dal 20 in poi sono inediti in Italia, sono riportate le traduzioni letterali dei titoli originali dei capitoli contenuti in essi.
| 1  | 9 novembre 2018 | ISBN 978-4-06-513398-9 | 4 settembre 2019  | ISBN 978-88-226-1506-0 |
| 1  | Capitoli - 1. La prima gilda e la gilda più forte (“最初”のギルドと“最強”のギルド?, "Saisho" no Girudo to "saikyō" no Girudo) - 2. La genesi del Drago Distruttore (滅竜の系譜?, Metsuryū no keifu) - 3. L'ultima speranza (最後の希望?, Saigo no kibō) - 4. Amazing Elmina (アメイジング・エルミナ?, Ameijingu Erumina) - 5. Sigillate i cinque draghi divini (五神竜を“封”じろ?, Goshin Ryū o "fū"jiro) - 6. Lama Distruttrice (滅する刃?, Messuru yaiba) - 7. Il mare del drago (竜の海?, Ryū no umi) - 8. La malinconia del drago divino (神竜の憂鬱?, Shinryū no yūutsu) - 9. Colpevole o innocente? (黒か白か?, Kuro ka shiro ka) |                        |                   |                        |
| 1  | Trama Natsu, Lucy, Elsa, Gray, Wendy, Happy e Charle partono verso la prima di tutte le gilde, Magia Dragon, per avere le informazioni riguardo la missione dei cent'anni e nel mentre nella gilda di Fairy tail entra ufficialmente un nuovo membro, Toka. A Magia Dragon incontrano il master Elefseria, nonché il fondatore delle gilde di maghi. Elefseria fa firmare al gruppo un contratto, spiegando loro che la missione consiste nel sigillare i cinque Draghi Divini, e in cambio potranno esprimere un desiderio ciascuno. Il team giunge a Elmina, per cercare il Drago Divino dell'acqua, Mercuphobia, e intanto Gajil, Lluvia e Lily iniziano ad indagare sul nuovo membro. Gerard si reca in ogni gilda di Magnolia per cercare Toka e intanto a Elmina, di notte, la città è sommersa dalla marea, e gli abitanti si sono tramutati in pesci; quando Gray inizia a chiedere loro informazioni sul luogo di residenza del Drago Divino, i pesci attaccano il team. Il gruppo, trasformatosi in pesce, compie un'indagine su alcuni umani, di cui uno dei pesci ha parlato prima, dicendo che sarebbero giunti anch'essi a Elmina qualche giorno prima. Lucy, Natsu e Happy incontrano Kyria, un membro della gilda di Diabolos, composta da dragon eater, non che il dragon eater delle lame: inizia così un duro combattimento contro Kyria e Madmorl, il dragon eater dell'armatura. Nel mentre fa sua comparsa il Drago Divino e i Diabolos si ritirano grazie alla magia del teletrasporto di Skullion Raider, il dragon eater dello scheletro. Il Drago Divino accoglie i protagonisti nel suo tempio, dove si trova la sua assistente Caramille, e spiega loro che vuole morire poiché i suoi poteri si stanno amplificando e non riesce più a controllarli, rischiando di distruggere l'intera città. A questo punto i Diabolos riappaiono e inizia così la battaglia. Intanto Gerard scopre dalla gilda di Mermaid Heel che Toka si trova a Fairy Tail. |                        |                   |                        |
| 2  | 8 marzo 2019 | ISBN 978-4-06-514119-9 | 4 dicembre 2019   | ISBN 978-88-226-1615-9 |
| 2  | Capitoli - 10. Diabolos spezza forza (斬心の悪魔?, Zanshin no diaborosu) - 11. Lama, armatura, cenere (刃､ 鎧､ 灰?, Yaiba, yoroi, hai) - 12. La stella e il fulmine (星と雷?, Hoshi to ikazuchi) - 13. I legami fatali dell'acqua (水の巡り合わせ?, Mizu no meguriawase) - 14. La pioggia e l'ombra (雨と陰?, Ame to kage) - 15. Tingere di bianco (白く染まる?, Shiroku somaru) - 16. La cenere e le nubi oscure (灰と暗雲?, Hai to an'un) - 17. Il drago divino dell'acqua (水神竜?, Suijinryū) - 18. Un'ardua decisione (苦渋の決断?, Kujū no ketsudan) |                        |                   |                        |
| 2  | Trama I Diabolos e i maghi di Fairy Tail continuano a combattere, ma il team viene sconfitto e portato sulla nave del nemico dove Natsu e Wendy sono subito fuori gioco dato che la nave è in movimento, Elsa perde la sua forza poiché colpita da un incantesimo e Gray è stato tramutato in cenere (ed è attualmente disperso). Lucy, Happy e Charle, invece, sono riusciti a fuggire. Intanto a Magnolia Gerard trova Toka e prova a portarla di forza con sé, ma compare Luxus che la difende e Gerard è costretto ad andarsene, pur dicendo che resterà a Magnolia per tenere Toka sotto controllo. Lucy, Happy e Charle, mentre cercano la nave, incontrano Brandish, ex membro degli Spriggan 12, che gli consegna Gray rimpicciolito. Brandish spiega a Lucy che la chiave di Acquarius si trova nei pressi di Giltena ed è venuta apposta per prenderla. A notte inoltrata, Elsa ritorna come prima spezzando l'incantesimo e va a liberare Natsu e Wendy, che riescono a riprendersi dato che Brandish ha ingrandito una pietra del fondale che impedisce alla nave di muoversi: inizia così lo scontro con Diabolos. A Magnolia intanto Gerard e Toka si incontrano di nuovo e la ragazza dice di voler tingere il mondo in bianco, ma poi crolla a terra e Gerard scopre che Toka e la maga bianca sono, in realtà, due persone nello stesso corpo e Gajil, che si era nascosto per spiarla, la cattura e la porta alla gilda. Nel frattempo i maghi di Fairy Tail sconfiggono i Diabolos, che si ritirano, e fanno ritorno a Elmina. Alla gilda, intanto, Toka dice che non solo è venuta alla gilda per essere un membro, ma anche per avere un enchant di separazione, perché la maga bianca ha preso possesso del suo corpo, poi la maga riprende il controllo e attacca la gilda. A Elmina Mercuphobia diventa un drago e attacca la città e Caramille rivela ai ragazzi che è stata tutta colpa sua, poiché è stata lei a sottrarre i poteri del Drago Divino grazie a un accordo con la maga bianca, ma non è andato tutto come previsto; chiede così aiuto al gruppo, chiedendogli di uccidere il drago, ma Natsu è titubante, poiché Mercuphobia non è un essere malvagio. Alla fine viene convinto dai suoi compagni e dà inizio allo scontro. Il Drago Divino è immune agli attacchi di Natsu e degli altri nonostante l'enchant del drago distruttore applicato loro da Wendy. A Fairy tail, intanto, la maga bianca sconfigge i membri e li tramuta in suoi servitori. |                        |                   |                        |
| 3  | 9 luglio 2019 | ISBN 978-4-06-515724-4 | 4 marzo 2020      | ISBN 978-88-226-1697-5 |
| 3  | Capitoli - 19. Dagli abissi (深淵より?, Shin'en yori) - 20. La discendente delle fiamme (炎の系譜?, Honō no keifu) - 21. Bruciare tutto (全てを燃やす?, Subete o moyasu) - 22. Dovremo combattere insieme (みんながいなきゃ?, Minna ga inakya) - 23. La benedizione della città portuale (祝福の港町?, Shukufuku no minatomachi) - 24. Lieto fine (結果オーライ?, Kekka ōrai) - 25. Fairy Nail (?, Fairy Nail) - 26. A Rain Hill (レインヒルにて?, Rein hiru ni te) - 27. Aldoron, il Drago Divino del legno (木神竜アルドロン?, Mokushin Ryū Arudoron) |                        |                   |                        |
| 3  | Trama La battaglia contro il Drago Divino dell'acqua continua senza un successo e Natsu viene ingoiato da uno dei vortici prodotti dalla creatura, ma viene salvato da Ignia, il Drago Divino del fuoco, che si scopre di essere il vero figlio di Igneel. Ignia brucia tutta la città per dare a Natsu un potenziamento e se ne va via. Natsu, all'inizio avverso all'idea, mangia le fiamme e sconfigge il Drago Divino, ma perde il controllo dicendo di bruciare il corpo e viene fermato da Lucy. Ad Elmina iniziano le ricostruzioni e Mercuphobia ha perso i suoi poteri, per ciò è diventato un umano come gli altri. Mercuphobia racconta al team degli altri quattro Draghi Divini e dei loro poteri. Così il gruppo parte per Draseel, dove c'è Aldoron, il Drago Divino del legno. A Tekka, un punto dove il team prenderà il treno per Draseel, incontrano i membri di Fairy Nail, una gilda uguale a Fairy Tail dove però i membri sono famose celebrità. Il treno parte per Draseel e il team incontra Lluvia, che voleva controllare come stesse Gray. Il treno giunge a destinazione, dove i maghi prendono un albergo e dopo cena vengono avvertiti da Lluvia di stare attenti alla maga bianca, e poi sviene. In seguito si manifesta un terremoto e il gruppo scopre che la città si trova sopra la mano di Aldoron, il Drago Divino del legno. |                        |                   |                        |
| 4  | 8 novembre 2019 | ISBN 978-4-06-517305-3 | 1º luglio 2020    | ISBN 978-88-226-1877-1 |
| 4  | Capitoli - 28. Il dominio bianco (白の支配?, Shiro no shihai) - 29. Whiteout (白滅?, Howaitoauto) - 30. La sagra delle risse (ケンカ祭り?, Kenka matsuri) - 31. Fate che si affrontano (対峙する妖精たち?, Taiji suru yōsei-tachi) - 32. Star Dress Mix (星霊衣合成?, Sutā Doresu Mikkusu) - 33. Dolore (痛み?, Itami) - 34. Nuovi assassini (新たなる刺客たち?, Arata naru shikaku-tachi) - 35. Wraith, il Drago degli Spiriti (霊龍のレイス?, Reiryū no reisu) - 36. Battaglia caotica a Draseel (混戦のドラシール?, Konsen no Dora Shīru) |                        |                   |                        |
| 4  | Trama Il team riporta Lluvia nell'albergo e pensano in che modo possano sigillare il Drago Divino del legno, cosi Lucy, Natsu, Elsa e Happy fanno un giro mentre Gray, Wendy e Charle rimangono a badare a Lluvia. Il team di Natsu incontra un vecchio che li conduce fino ad una chiesa, dove incontrano tutti i membri della gilda, che però sono sotto il controllo dalla maga bianca. La maga cerca di tingere di bianco il team, ma arrivano Gray e Wendy alla chiesa e il gruppo fugge. Lluvia racconta tutto ciò che è accaduto alla gilda e l'obiettivo della maga bianca: distruggere le cinque sfere di ogni città per controllare Aldoron, e spiega che l'unico modo per fermare l'ipnosi dei loro compagni è sconfiggerla. La maga bianca distrugge una sfera e il team decide combattere contro la gilda. Il team si divide in: Gray e Lluvia, che, però, ha perso i suoi poteri, contro Bixlow, Fried e Evergreen, dove il ragazzo ha la meglio grazie al potere del Devil Slayer, poi Lucy contro Mira, Elfman e Lisana, che hanno difficoltà per colpa dell'arrivo di Skullion e Madmorl, membri della gilda di Diabolos, il cui scopo e lo stesso della maga bianca (distruggere le sfere), ma vogliono mangiare Aldoron. Natsu e Happy contro Gajil e Lily, in cui Natsu ha la meglio ma poi compare Levy che riesce a fermarlo spingendolo su un carro in movimento, dato che egli non può attaccarla poiché è incinta. Così Natsu incontra Wraith, il drago degli spiriti nonché membro di Diabolos, e, nel mentre, Wendy e Charle incontrano Nebal, il drago appiccicoso, anch'egli membro di Diabolos, che le intrappola con le sue ragnatele. Intanto Elsa incontra Gerard vicino una delle sfere, ed evita il combattimento grazie a degli stratagemmi; poi arrivano Luxus, che litiga con Gerard in poiché ha perso di vista l'obiettivo, e Kyria. Elsa pensa di poter prendere la sfera approfittando della distrazione degli altri tre, ma Gerard la immobilizza e la porta via. Intanto Wendy comincia a combattere contro Nebal e Natsu viene sconfitto da Wraith, che prende la sua anima. |                        |                   |                        |
| 5  | 9 marzo 2020 | ISBN 978-4-06-518450-9 | 30 settembre 2020 | ISBN 978-88-226-1993-8 |
| 5  | Capitoli - 37. Il paradiso β (?, β天国, Bēta Hevun) - 38. Grado di sincronizzazione (シンクロ率?, Shinkuro ritsu) - 39. Il Drago dei Bozzoli (繭竜マユマユ?, Mayu Ryū Mayumayu) - 40. Più forte del sangue (血よりも濃い?, Chi yori mo koi) - 41. L'asso nella manica per il contrattacco (反撃の切り札?, Hangeki no kirifuda) - 42. Se è per la gilda... (ギルドの為なら?, Girudo no tame nara) - 43. Equivoco (勘違い?, Kanchigai) - 44. Violenta battaglia cremisi (紅の激闘?, Kurenai no gekitō) - 45. Rossa conclusione (紅の決着?, Kurenai no ketchaku) |                        |                   |                        |
| 5  | Trama Wraith sta per mangiare l'anima di Natsu, ma, il giovane impara la magia della proiezione spirituale, grazie a Zeref. Wraith scappa per cercare un corpo in cui lui può entrare e trova Makarov e combatte contro Natsu, ma senza successo. Wraith, prima di scomparire, ricorda che lui era un membro di Fairy tail e durante una missione lui muore. Natsu torna nel suo corpo, mentre, Lucy, liberando di Lisanna, raggiunge Gray e Lluvia e scoprono che Kana non era sotto il controllo della Maga bianca e così escogitano un piano per intrappolare i membri sotto controllo. Nebal distrugge la seconda sfera e scappa, mentre Wendy insegue e vede che lui mangia le gomme per potenziare. Elsa viene liberata da Gerard e lo lega così da andare nel luogo dello scontro tra Luxus e Kyria. I ragazzi pensano in che modo possano intrappolare Mira, Elfman e i Diabolos, mentre Natsu e Happy trovano la Maga bianca a terra e scoprono che Toka e una gatta e pensa che Happy sia Natsu. Elsa arriva e vede Kyria sconfitta da Luxus e i due si scontrano. La battaglia tra Elsa e Luxus finisce con i due che svengono e Kyria, vedendo tutto il combattimento, distrugge la terza sfera, e mentre la Maga bianca riprende il controllo del corpo di Toka e inizia il combattimento contro Natsu. |                        |                   |                        |
| 6  | 9 giugno 2020 | ISBN 978-4-06-519429-4 | 7 gennaio 2021    | ISBN 978-88-226-2105-4 |
| 6  | Capitoli - 46. La volontà del bianco (白の意志?, Shiro no ishi) - 47. Il feroce Drago Appiccicoso (暴虐の粘竜?, Bōgyaku no nenryū) - 48. La Dragon Force di quinta generazione (第五世代ドラゴンフォース?, Dai-go sedai Doragon Fōsu) - 49. L'ultima sfera (最後のオーブ?, Saigo no ōbu) - 50. Il segreto del Drago Divino del legno (龍神龍の秘密?, Ryūjin Ryū no himitsu) - 51. Il fragore della terra (とどろく大地?, Todoroku daichi) - 52. Gli alberi telepati (準備の木?, Junbi no ki) - 53. La venerabile maledizione (貴重な呪い?, Kichōna noroi) - 54. God Seed (ゴッドシール?, Goddo Shīdo) |                        |                   |                        |
| 6  | Trama La maga bianca vuole ipnotizzare Natsu, ma, viene colpito dalla sfera che a lanciata da Happy e fuggono. I Diabolos si ritirano tranne Nebal, che alla fine, viene sconfitta da Wendy con il potere di Irene. Irene insegna a Wendy un enchats di separazione per separare la maga bianca e Toka, e, Natsu e Happy arrivano nel luogo dove si trova Wendy e Charle e ritornano nella chiesa. Le ultime due sfere sono distrutte da Mest, e alla fine, scoprono che se gli distruggi tutte e cinque le sfere Aldoron si risveglia, in più, per strana ragione, la maga bianca perde il suo potere magico. Wendy gli separa la maga bianca e Toka, e Natsu ordina di portare via mentre lui decide di abbattere Aldoron. Natsu incontra Wolfen, un god seed al servizio di Aldoron che si scontrano, mentre i membri combattono contro le sosia di Wolfen, dato che il controllo non c'è più. Natsu sconfigge Wolfen con astuzia e dopo cade in una buca, e lì, incontra lo stesso Aldoron, mentre alcuni membri incontrano gli altri god seed. |                        |                   |                        |
| 7  | 9 ottobre 2020 | ISBN 978-4-06-521026-0 | 31 marzo 2021     | ISBN 978-88-226-2212-9 |
| 7  | Capitoli - 55. Destino di morte (死の運命?, Shi no unmei) - 56. Amici su cui contare (信頼できる友達?, Shinraidekiru tomodachi) - 57. Forza vitale (生きる力?, Ikiru chikara) - 58. Ghiaccio e acqua (氷と水?, Kōri to mizu) - 59. Gli ingranaggi della sorte (運命の機器?, Unmei no kiki) - 60. Ingigantimento (巨人?, Kyojin) - 61. Foresta irta di spade (剣戟森森?, Kengeki shinshin) - 62. Volontà ardente (燃ゆる意志?, Moyuru ishi) - 63. Festa a Drameel (ドラミールの宴会?, Doramīru no enkai) |                        |                   |                        |
| 7  | Trama Aldoron racconta a Natsu che il corpo del Drago Divino venne usato una piattaforma per gli abitanti delle città per nutrire la gente, ma ora che le cinque sfere sono rotte, il Drago Divino distruggerà ogni cosa. Mentre Natsu combatte contro Aldoron, i membri di Fairy tail combattono i golem. Wendy, Happy e Charle combattono contro Doom e sono in difficoltà, fino a quando non arrivarono gli altri membri e la sconfiggono. Lluvia e Gray combattono contro Metro in cui, all'inizio Lluvia era nel corpo del god seed, ma, Gray la libera e infine, sconfiggono Metro. Gerard combatte contro Gears in cui ha avuto difficoltà nel voler vivere, ma, grazie a Urrutia, Gerard lo sconfigge. Brandish suggerisce ai membri di ingrandire Gajil per sconfiggere Aldoron, ma, l'ingrandimento dura tre minuti. Gajil non c'è la fatta a sconfiggere, per la tecnica di Aldoron, e Natsu ha difficoltà nello scontro. Con le fiamme di Igneel e di Ignia, Natsu sconfigge Aldoron. I membri di Fairy tail vanno a Drameel, una città vicino a Draseel, per riprendere, festeggiare e avere risposte di cosa è successo, e, nel mentre, i Diabolos hanno un nuovo obiettivo: avere Selene, il Drago Divino della luna, ma, stavolta porteranno Suzaku, "il drago rosso". |                        |                   |                        |
| 8  | 9 febbraio 2021 | ISBN 978-4-06-522350-5 | 1º settembre 2021 | ISBN 978-88-226-2550-2 |
| 8  | Capitoli - 64. Le terme di Ald (アルトの湯?, Aruto no yu) - 65. Elentir (エレンティア?, Erentia) - 66. A Edras (エドラスへ?, Edorasu e) - 67. Aqua Aera (水の翼?, Akua Ēra) - 68. Selene, il Drago Divino della Luna (月神竜セレーネ?, Gesshinryū Serēne) - 69. La mano (手?, Te) - 70. Suspiria (スピリア?, Supiria) - 71. Tecnica spiritica (霊術?, Reijutsu) - 72. Le divinità della bellezza lunare (三上月下?, Mikami gekka) |                        |                   |                        |
| 8  | Trama La maga bianca si risveglia con Toka che utilizza l'Aqua Aera per trasportare lei e il gruppo. I ragazzi capiscono che sono trasportati da Edras, un mondo parallelo che non esiste la magia. Non capendo che cosa fare, il gruppo va a chiudere aiuto a Mist Gun, un loro amico. Lì compare Toka e rivela che sia lei sia la maga bianca sono di un altro mondo parallelo che ha troppa magia e in cui abita anche Selene, il Drago Divino della Luna, che si chiama Elentir, e rivela anche che non può usare l'Aqua Aera. I ragazzi, consigliati da Mist Gun, ingoiano le Ex-ball, pillole in cui può tornare la magia, e aspettare qualche notizia di dove si trova la maga bianca. I ragazzi la trovano e lei rivela che non è la maga bianca, ma Faris, una sacerdotessa del mondo di Elentir che ha preso il suo posto con il compito di rendere bianchi i poteri magici da Selene, che se no lei distruggerà Elentir. Selene compare davanti a loro e gli trasporta a Elentir dove, sulla nuvola, compare una mano gigante e la divide. Faris propone a Toka di andare al tempio della bianca distruzione mentre i membri combattono contro le divinità della bellezza lunare: Lucy contro Mimi; Natsu, Gray e Happy contro Hakune; e, Elsa, Wendy e Charle contro Yoko. Pian piano, tutti i membri vengono sconfitti, ma, Selene, gli risparmia per portare alla sua festa. |                        |                   |                        |
| 9  | 9 luglio 2021 | ISBN 978-4-06-524017-5 | 5 gennaio 2022    | ISBN 978-88-226-2919-7 |
| 9  | Capitoli - 73. Festa notturna al chiaro di luna (月明かりの下での夜のごちそう?, Tsukiakari no shita de no yoru no gochisō) - 74. Lo yokai nure-onna (妖怪「ぬれおん」?, Yōkai `nure on') - 75. La memoria dell'acqua (水の記憶?, Mizu no kioku) - 76. La battaglia delle tigri gemelle (双虎の陣?, Sōko no jin) - 77. Il villaggio della bianca distruzione (白滅の里?, Hakumetsu no sato) - 78. Il corteo degli spettri (百鬼夜行?, Hyakki yakō) - 79. Eresia: l'ora funesta (外法･逢魔時?, Gehō Ōmagatoki) - 80. Suzaku (スザク?, Suzaku) - 81. Maestro della spada (ケンセイ?, Kensei) |                        |                   |                        |
| 9  | Trama Selene imprigiona Natsu e Gray all'interno della montagna della luna nera, dove tengono gli yokai creati da Yoko. Natsu affronta Lucy sotto le sembianze di uno yokai mentre Gray affronta Wendy, Happy e Charle. Le ragazze riprendono le sembianze umane grazie ad Aquarius mentre Elsa, con le sembianze di un yokai, torna umana grazie a Wendy. Intanto Toka e Faris arrivano Villaggio della Bianca Distruzione completamente distrutto dalla sporcizia delle unghie, creature cattive che vengono sconfitte da Suzaku. La grande sacerdotessa del grande bianco ha chiamato Suzaku da Earthland per sconfiggere Selene e lui accetta. Nel frattempo Yoko entra in scena con il corteo degli spettri e il gruppo combattono, mentre Elsa affronta l'avversaria. Yoko utilizza una tecnica di trasformazione chiamata Eresia: l'ora funesta, ma Elsa lo sconfigge grazie all'armatura delle mille braccia. Natsu si separa dagli altri per riprendere la sua sciarpa. I ragazzi incontrano Suzaku che prima fanno amicizia, ma poi, con la rivelazione delle due gilde, il nemico ferisce Elsa e Natsu. Qui compare Selene che lo affronta Suzaku, mentre i ragazzi scappano attraverso il portale di Toka. I ragazzi curano Elsa e Natsu, ma Mimi e Hakune arrivano e la luna si fa sempre più grande per via che Selene fa sul serio contro Suzaku, che è molto forte. |                        |                   |                        |
| 10 | 9 novembre 2021 | ISBN 978-4-06-525984-9 | 1º giugno 2022    | ISBN 978-88-226-3228-9 |
| 10 | Capitoli - 82. Rivincita (リベンジマッチ?, Ribenji Matchi) - 83. Mimi l'inamovibile (不動のミミ?, Fudō no Mimi) - 84. Visioni congelate (氷の夢幻?, Kōri no mugen) - 85. Gigante di ghiaccio (氷の巨人?, Kōri no kyojin) - 86. Abisso (深淵?, Shin'en) - 87. Un brutto mondo (醜い世界?, Minikui sekai) - 88. Alta Face (アルタフェイス?, Aruta Feisu) - 89. Una sera a Elentir (エレンティアの宵?, Erentia no yoi) - 90. Il ritorno (帰還?, Kikan) |                        |                   |                        |
| 10 | Trama Lucy e Gray si scontrano e sconfiggono Mimi e Hakune mentre Suzaku ha difficoltà contro Selene. Una moltitudine di mani spuntano all'improvviso e i ragazzi decidono di sconfiggere Selene per risolvere con Natsu e Elsa ripresi dalle ferite. Suzaku scopre che il drago che l'ha mangiato, Kurnugi, era uno dei figli di Selene e allora lo spadaccino sfodera un attacco da sconfiggere il Drago Divino della Luna. Natsu e Happy arrivano nel campo di battaglia e vedono che Selene e Suzaku entrano nell'aqua aera e scompaiono in un altro mondo. Wendy capisce che le mani sono come i Face, ma, con la differenza che le mani hanno un'origine di potere sotto terra. Così i ragazzi partono sotto terra e trovano Alta Face, un mostro che causa i problemi di limitazione della magia. I ragazzi si scontrarono e distruggono il mostro una volta per tutte, mentre i sacerdoti stabiliscono la magia del mondo. I ragazzi tornano alla città per festeggiare e Faris si scusa del suo comportamento e lo perdonano e tornano dal loro mondo. I membri di Fairy tail sono felici di vedere i ragazzi sani e salvi, mentre Elsa chiede a Gerard di unirsi alla gilda. Intanto Selene è fatta prigioniera dai Diabolos, ma si libera e uccide il master Georg, capendo che lei ha fatto apposta a farsi catturare da Suzaku per essere portata alla gilda. |                        |                   |                        |
| 11 | 9 marzo 2022 | ISBN 978-4-06-527265-7 | 30 novembre 2022  | ISBN 978-88-226-3612-6 |
| 11 | Capitoli - 91. Il mio mondo (私の世界?, Watashi no sekai) - 92. Il grande labirinto (大迷宮?, Daimeikyū) - 93. Il sesto dei Cinque Draghi Divini (5つの神の6番目のドラゴン?, Itsutsu no kami no 6-banme no Doragon) - 94. Battaglia nei Dungeon (バトルダンジョン?, Batoru Danjon) - 95. Plush Doll (プラッシュドール?, Purasshu Dōru) - 96. Fulmine e aria (雷と大気?, Ikazuchi to taiki) - 97. Haku, il Drago della Tigre Bianca (白虎竜のハク?, Byakkoryū no Haku) - 98. La magia dell'Enchant (付加魔法?, Enchanto) - 99. Rabbia scarlatta (緋色の怒り?, Hiiro no ikari) |                        |                   |                        |
| 11 | Trama Selene decide di diventare la master della gilda dei Diabolos mentre il gruppo di Natsu parte per andare da Elefseria. Elefseria racconta che Georg era uno dei incaricati della missione dei cent'anni e che la gilda fu creata per sconfiggere i draghi divini. Poi arriva Hikage, un corvo parlante al servizio di Elefseria, che avverte che nel grande labirinto sono arrivati i Diabolos con i membri più forti della gilda; l'ordine del drago distruttore nero, in cui comprende anche Suzaku. Elefseria racconta ai ragazzi che un tempo i draghi divini erano sei e uno di questi è Dogramag, il Drago Divino della Terra, in cui lo stesso mago ha ucciso a costo di perdere il suo cuore, e che, dopo la morte, il drago creò un labirinto che cresce continuamente. Elefseria teorizza che l'obiettivo dei Diabolos sarebbe il suo cuore per avere conoscenza di un'arma che può uccidere i Draghi Divini, di cui nessuno deve mai sapere. Dall'arrivo, i ragazzi si incontrano Gajil, Lily e Luxus all'ingresso del labirinto e poi compare Selene. Il Drago Divino aveva pianificato uno scontro tra le gilde, ovvero sette contro sette, e gli spedisce i membri in parti diverse del labirinto. Il gruppo si divide in: Elsa con Gray; Gajil con Charle; Wendy con Lily; Natsu con Happy e Lucy e Luxus da solo. Lucy, Natsu e Happy incontrano Haku, il Drago della tigre bianca nonché uno dell'ordine del drago distruttore nero e vengono trasformati, dal Diabolos, in piccole bambole. Haku lascia un mostro trasformato in bambola ai loro così il mostro li insegue. Intanto Luxus sconfigge Madmorl e Skullion, e comincia a scontrarsi con Kirin, il Drago giallo nonché uno dell'ordine del drago distruttore nero. Luxus inizia ad avere dei svantaggi dell'avversario mentre Lucy, Happy e Natsu sconfiggono il mostro bambola. Wendy affronta Haku e, dopo un lungo combattimento, lo sconfigge; Irene dice alla ragazza che lei ha raggiunto il livello di high enchanter. Lucy, Natsu e Happy tornano normali, ma vengono separati dal cambiamento del labirinto. Luxus si separa da Kirin e lo rimanda al prossimo incontro, mentre Elsa e Gray incontrano Gajil e Charle. Elsa inizia ad affrontare Misaki, il drago blu nonché uno dell'ordine del drago distruttore nero. Lucy incontra Kyria e, nel mentre, Natsu incontra Suzaku. |                        |                   |                        |
| 12 | 8 luglio 2022 | ISBN 978-4-06-528381-3 | 1º marzo 2023     | ISBN 978-88-226-3872-4 |
| 12 | Capitoli - 100. Un ospite inatteso (招かざる客?, Manekazaru kyaku) - 101. L'essenza delle fiamme (炎の神髄?, Honō no shinzui) - 102. Combattimento tra donne (女と女の戦い?, Onna to onna no tatakai) - 103. Il ricordi dei compagni (仲間の記憶?, Nakama no kioku) - 104. Blue Dimension (青き次元?, Burū Dimenshon) - 105. Rosso scarlatto (緋色?, Hiiro) - 106. Le fiamma e la luna (炎と月?, Honō to tsuki) - 107. Scontro di draghi (双竜激突?, Sōryū gekitotsu) - 108. Il risveglio della terra (大地の目覚め?, Daichi no mezame) |                        |                   |                        |
| 12 | Trama Lo scontro tra Natsu e Suzaku inizia con il vantaggio del dragon slayer di fuoco che però viene interrotto da l'arrivo di Ignia. Il Drago Divino del fuoco li lascia per poter cercare il cuore di Elefseria mentre Selene, capito le sue intenzioni, decide di entrare nel labirinto. Natsu e Suzaku decidono di allearsi per poter sconfiggere Ignia. Intanto Lucy affronta Kyria in un lungo combattimento e, con il consiglio di Luxus, che era arrivato da poco, la maga lo sconfigge. Elsa affronta Misaki in una dimensione creata dalla Diabolos, e, alla fine, la maga lo sconfigge. Natsu e Suzaku incontrano Happy e trovano un passaggio sotterraneo. Nel passaggio, Ignia e Selene si incontrano e il Drago Divino del fuoco distrugge il cuore di Elefseria. I due Draghi Divini si affrontano in forma drago mentre Natsu, Happy e Suzaku arrivano. Natsu interrompe il combattimento per il ricordo della morte di Igneel, e Ignia colpisce mortalmente Selene. Poco dopo, inizio un terremoto nel labirinto e nel frattempo Luxus incontra Kirin e decide di combattere. Nei sotterraneo, compare Dogramag, il Drago Divino della Terra, e Ignia decide di fuggire dicendo al suo amico che può uccidere tutti del labirinto tranne Natsu. All'inizio, Natsu decide di inseguire il Drago Divino del fuoco, ma con le parole di Dogramag, decide di affrontare il Drago Divino della Terra. Intanto Elefseria pensa al perché Dogramag abbia creato il labirinto. |                        |                   |                        |
| 13 | 9 novembre 2022 | ISBN 978-4-06-529716-2 | 28 giugno 2023    | ISBN 978-88-226-4059-8 |
| 13 | Capitoli - 109. L'anima di un re (王の魂?, Ō no tamashī) - 110. Voce del rancore (呪怨の声?, Juon no koe) - 111. L'urlo della Terra (大地の叫び?, Daichi no sakebi) - 112. Desiderio di pace (静かな願い?, Shizukana negai) - 113. La gilda degli alchimisti (錬金術士ギルド?, Renkinjutsushi Girudo) - 114. Legami di gilda (ギルドの繋がり?, Girudo no tsunagari) - 115. L'uomo amato dal dio drago (竜の神に愛された男?, Ryū no kami ni aisareta otoko) - 116. Vendetta d'acciaio (鉄のリベンジ?, Tetsu no Ribenji) - 117. Lama di fiamme (炎の刃?, Honō no yaiba) |                        |                   |                        |
| 13 | Trama Luxus scopre che Kirin ha mangiato Elexion, il re dei draghi del fulmine, ovvero l'origine dei suoi stessi poteri. Dopo un lungo combattimento, Luxus toglie la lacrima che aveva nel corpo e sconfigge Kirin. Intanto Selene riunisce tutti i membri di Fairy Tail per chiedere aiuto per distruggere i Dogra Core, sfere in cui sono l'origine della invincibilità di Dogramag. Selene dice a Gray, prima che lui vada, che il suo obiettivo è distruggere i Draghi Divini che sono, per lei, la causa della mancanza di pace nel mondo e che vorrebbe diventare umana e dice che l'unica fermarli sono i maghi di Fairy Tail. Gray va e incontra Sai, un membro di una gilda di alchimisti chiamata Gold Owl, e ha una Dogra Core. Dopo le difficoltà dei poteri alchemiche, Gray sconfigge Sai e distrugge la Dogra Core. I maghi e Kyria, che si è ripresa, distruggono le Dogra Core tranne l'ultima che sta occupanto Gajil. Gajil incontra God Serena, che è vivo dall'attacco di Acnologia grazie a i alchimisti di Gold Owl. Ha un grosso svantaggio per l'avversario, ma Gajil ruba la Dogra Core, che aveva God Serena, e la distrugge. Ora Natsu e Suzaku hanno un grande vantaggio per Dogramag, in cui ha perso la sua invincibilità, e lo sconfiggono definitivamente. |                        |                   |                        |
| 14 | 7 aprile 2023 | ISBN 978-4-06-531285-8 | 4 ottobre 2023    | ISBN 978-88-226-4266-0 |
| 14 | Capitoli - 118. Il labirinto crolla (崩壊する迷宮?, Hōkai suru meikyū) - 119. Mettersi a nudo (裸の付き合い?, Hadaka no tsukiai) - 120. La storia delle gilde (ギルドの歴史?, Girudo no rekishi) - 121. I desideri di entrambe (二人の願い?, Futari no negai) - 122. Scuse (謝罪?, Shazai) - 123. Rieccomi (ただいま?, Tadaima) - 124. Cinque sfide (五本勝負?, Gohon shōbu) - 125. La grande biblioteca di Saber (セイバー大書院?, Seibā ōjoin) - 126. La città di Filan (フィランの街?, Firan no machi) |                        |                   |                        |
| 14 | Trama Il labirinto crolla e le due gilde riescono a uscire. I membri di Fairy tail rimangono dalla gilda dei Diabolos per riposarsi e Selene e Elefseria si riprendono. Elefseria racconta la storia dei membri della sua gilda che muoiono dai draghi di Giltena fino a scoprire la magia del drago distruttore, in cui lo pradoneggierano in futuro. Però, comparvero i sei draghi divini e i migliaia di maghi morirono tranne lo stesso Master che lo sconfigge Dogramag, con il prezzo di perdere il suo cuore e così decise di annunciare la missione dei cent'anni, in cui nessuno e mai riuscito tranne Fairy Tail. Selene dice che tra poco lei morirà per i colpi di un drago divino che fanno e a un altro drago divino. Selene incontra Irene e, in quest'ultima, le fa un enchant di scambio di ferite e chiede al drago divino di teletrasportarla in un mondo dove non c'è la magia. Irene muore, con la gioia di avere amore per Elsa, e si reincarna nella figlia di Mist Gun e Elsa di Edras. Il giorno dopo, Selene e Elefseria si scusano per averli uccisi a vicenda e la drago divino li domanda su la posizione di Athena, un'arma che può traffigere un drago divino, ma lui non sa dove si trovi. Così, le due gilde si separano con l'obbiettivo di cercare quello che stanno cercando, ovvero Diabolos con Athena e Fairy Tail i due Draghi Divini. Il gruppo ritorna alla gilda per avere informazioni su i draghi divini e incontrano i membri della gilda Sabertooth, che erano preoccupati della loro scomparsa quando la maga bianca aveva la gilda sotto il suo controllo. I due membri si sfidano in cinque sfide per avere il permesso all'accesso della grande biblioteca di Saber, così da avere le informazioni sui draghi divini, e vincono con la condizione di portare anche Gerard. Gerard arriva alla gilda di Sabertooth e scopre che la maga bianca è Athena, che una bambola vivente creata con l'alchimia, che si trova nella gilda di alchimisti Gold Owl. Il gruppo di Fairy tail con Sabertooth e Gerard arrivano alla città di Filan, dove hanno trovato le informazioni. Pian piano, il gruppo di Fairy tail e Gerard vengono intrappolate tranne Natsu che affronta la gilda di minatori di carbone Gagarock, guidata da Iwashita. |                        |                   |                        |
| 15 | 8 agosto 2023 | ISBN 978-4-06-532600-8 | 5 marzo 2024      | ISBN 978-88-226-4572-2 |
| 15 | Capitoli - 127. Le regole della gilda dei minatori di carbone (炭鉱夫ギルドの掟?, Tankō otto Girudo no okite) - 128. Lotta con le tigri (共闘の虎?, Kyōtō no Tora) - 129. Gennai e Kotetsu (ゲンナイとコウテツ?, Gennai to Kōtetsu) - 130. Fumo alchemico (錬金の煙?, Renkin no kemuri) - 131. Le sorelle Signario (シグナリオ姉妹?, Shigunario shimai) - 132. Dream Death World (死の夢の世界?, Shi no yume no sekai) - 133. God-purtroppo (ゴッド残念?, Goddo zannen) - 134. La sintesi alchemica delle emozioni (感情の錬成?, Kanjō no rensei) - 135. Stufa (うんざり?, Unzari) |                        |                   |                        |
| 15 | Trama Natsu sconfigge la gilda di Gagarock e ritorna nella locanda con Sabertooth e, capendo che i suoi amici sono stati catturati, decidono di unire le forze per salvarli. Nella gilda di Gold Owl, Rogue libera Gray, Wendy e Charle e, insieme, combattono contro Gennai e Kotetsu. Intanto, Natsu, insieme a Sting e Yukino, liberano Lucy e Happy e incontrano Athena. Il combattimento nella gilda di Gold Owl viene interroto da Duke, il master della gilda, che gli rivela che un tempo era un discepolo di Elefseria nonché il creatore di Athena, insieme a Gennai e Kotetsu. Intanto, Minerva salva Elsa e Gerard e incontrano le sorelle Signario, che si rivelano troppo forti per via del mondo dei sogni che ha creato da Luso. Sia Duke sia Athena rivelano a i propri avversari, che si vuole la magia dei Dragon Slayer per il sogno di Athena di diventare umana per avere delle emozioni. Lucy decide di fare Athena una amica e di convincere che lei ha già le emozioni. Nel frattempo, Elsa, Gerard e Minerva riescono a fuggire dal mondo dei sogni di Luso a causa dell'uscita creata dall'altra sorella Ennie. Alla gilda, Athena vuole convincere a Duke che lei ha gia le emozioni e il master decide di traffigere l'arma, considerato per lui un prodotto fallato. |                        |                   |                        |
| 16 | 7 dicembre 2023 | ISBN 978-4-06-533891-9 | 25 giugno 2024    | ISBN 978-88-226-4999-7 |
| 16 | Capitoli - 136. God-fastidio (ゴッド迷惑?, Goddo meiwaku) - 137. Il passato di Athena (アテナの過去?, Atena no kako) - 138. Il piano per abbattere Viernes (ビエルネス攻略作戦開始?, Bierunesu kōryaku sakusen kaishi) - 139. La minaccia di Gold Owl (の脅威?, Gōrudo Ōru no kyōi) - 140. La sintesi alchemica del Rival Bond (錬成?, Raibaru bondo rensei) - 141. La battaglia degli opposti (あべこべバトル?, Abekobe Batoru) - 142. Gli obiettivi di ciascuno (それぞれの目的?, Sorezore no mokuteki) - 143. God-battle (ゴッドバトル?, Goddo Batoru) - 144. Oltre le colpe (罪の先へ?, Tsumi no saki e) |                        |                   |                        |
| 16 | Trama Con l'aiuto di Elefseria, i membri di Fairy Tail e di Saberthooth vengono trasportati a Magia Dragon. Elefseria racconta che Duke era un suo discepolo finché scappo via abbandonanto la magia e usando l'alchimia. Con i sei Draghi Divini in circolazione, Elefseria chiese a Duke di costruire una macchina in grado di sconfiggerli e da li nacque Athena, ma aveva un difetto di distruggere anche gli edifici. Con Duke morto, Elefseria decide di sigillare Athena, ma lei, distrugge il sigillo e vaga in ogni dove per cercare le emozioni e nacque la setta Liberius, anche se lei non voleva che loro venerassero. In un certo punto, Athena incontra Duke e lo invita a entrare nella gilda di Gold Owl. I membri delle due gilde scoprono, da Athena, che l'attuale Duke e un'illusione alchemica creata dalla stessa Gold Owl che è Viernes, il Drago Divini dell'Oro, in cui è un concetto senza un corpo fisico. Athena consiglia un piano per sconfiggere Viernes, ovvero di utilizzare un Enchant di separazione in cui si deve separare il concetto del Drago Divino alla gilda e con una pietra filosofale dare forma al fisico. Cosi, i membri di Fairy Tail e Gerald vanno alla gilda per sconfiggere Duke in modo che Wendy possa avere i poteri in modo che lei possa fare l'Enchant mentre i membri di Saberthooth cercano informazioni su un alchimista che può riprodure la pietra filosofale, ma senza successo. I gruppo viene separato, in un mondo generato da Ennie, con Natsu che affronta Athena II, una versione potenziata di Athena, mentre il duo Gray e Lucy sconfiggono Sai, Gennai e Kotetsu. Elsa si trova di fronte alle sorelle Signario, mentre Natsu si ritrova in difficoltà a combattere contro Athena II a causa che Duke tiene in ostaggio Wendy, ma viene interroto da l'Athena originale in cui si occupa della sua copia mentre il giovane mago combatte contro il master. Il membri di Saberthooth incontrano Zalam, il master della gilda di alchimisti Lead Eagle, che consiglia di andare da Iruha, il geniale alchimista, mentre Gerald sconfigge God Serena. |                        |                   |                        |
| 17 | 9 aprile 2024 | ISBN 978-4-06-535160-4 | 3 dicembre 2024   | ISBN 978-88-226-5335-2 |
| 17 | Capitoli - 145. Contro il mondo (vs.世界?, vs. Sekai) - 146. Desiderio di pace (平和への想い?, Heiwa e no omoi) - 147. Iruha (イーリハ?, Īriha) - 148. Il legame del fulmine (雷の絆?, Ikazuchi no kizuna) - 149. Adii ed incontri (別れと邂逅?, Wakare to kaikō) - 150. Viernes, il Drago Divino dell'Oro (金神竜ビエルネス?, Kinshinryū Bierunesu) - 151. Facendomi carico dei vostri sentimenti (思いを背負って?, Omoi o seotte) - 152. Un altro sentimento che mi è stato affidato (託されたもう1つの思い?, Takusareta mō hitotsu no omoi) - 153. Il miracolo dell'amore (愛の奇跡?, Ai no kiseki) |                        |                   |                        |
| 17 | Trama Elsa affronta e sconfigge le sorelle Signario cosi da rompere il Purgatorio. Nel mondo reale, il gruppo si riunisce e Duke sconfigge Natsu e sottrae i suoi poteri per, poi, darle ad'Athena II. Nel mentre Duke ordina ad'Athena II di eliminare il gruppo, il gruppo di Saberthooth incontra Iruha, che si scopre di essere il padre di Zalam. L'alchimista dice che non è riuscito a creare la pietra filosofale, ma, dopo un incontro tra padre e figlio, Iruha si fuse con Zalam in una ragazza di nome Iruzama. Natsu, con il potere del Drago del fulmine di Luxus, sconfigge Duke, cosi da restituire i poteri a Wendy, Rogue e se stesso. Con Saberthooth che porta la pietra filosofale, Wendy compie l'enchant di separazione mentre Athena rivela a Duke che la pietra filosofale e uno dei suoi componenti e che a crearla e proprio il vero Duke, che si rivela Iruha. Athena decide, contro voglia di Lucy, di essere il contenitore per lo spirito di Viernes. Il gruppo combatte contro il Drago Divino dell'Oro, ma senza successo, mentre Lucy dice che l'unico che può sconfiggerlo e proprio Natsu con le sue fiamme e fulmini. Il gruppo dà i poteri magici a Natsu, contro la sua volontà, e il ragazzo ha la meglio contro il Drago Divino. Viernes spiga il volo per far si che lui sconfigga il gruppo trasformatogli in oro, ma Natsu mangia le fiamme di Viernes e lo sconfigge definitivamente. Dopo il combattimento, si scopre che le sorelle Signario non erano delle illusioni, ma erano alleate di Ignia nonché membri della gilda Fire and Flame. Le sorelle si ritirano mentre il gruppo scopre che la personalità di Athena si trova nel corpo di Athena II e decide di rimanere con Elefseria. Il giorno dopo, Saberthooth torna alla sua gilda mentre il gruppo parte alla ricerca di Ignia con l'unico indizio della sua base, il castello del dio delle fiamme. |                        |                   |                        |
| 18 | 7 agosto 2024 | ISBN 978-4-06-536506-9 | 8 aprile 2025     | ISBN 978-88-226-5522-6 |
| 18 | Capitoli - 154. The Cobra (ザ・コブラ?, Za Kobura) - 155. I turbamenti di Ichiya (一夜の悩み?, Ichiya no nayami) - 156. Brian (ブライアン?, Buraian) - 157. Fire & Flame (ファイア&フレイム?, Faia & Fureimu) - 158. Il Palio delle fiamma (火炎演武?, Kaen enbu) - 159. La festa scatenata delle illusioni di fuoco (炎幻の狂宴?, Engen no kyōen) - 160. Anche un gatto può fare il mago (ネコだって魔導士?, Neko datte madōshi) - 161. Fiamme ritrovate (炎の再会?, Honō no saikai) - 162. Un oscuro incontro (再会…？?, Saikai…?) |                        |                   |                        |
| 18 | Trama Il gruppo di Fairy Tail arrivano alla città portuale di Hawthorn per cercare le informazioni sul castello del dio delle fiamme mentre Elsa saluta Gerard promettendo di raccomanda al master come nuovo membro della gilda. Il gruppo incontrano Brian, un membro della gilda di Fire and Flame, e scoprono che il castello del dio delle fiamme è la loro base guidata dallo stesso Ignia. Natsu viene sconfitto da Brian e i suoi due compagni, Raj e Lecka. Mentre a porto Elsa affronta il membro di Fire and Flame Wed, il gruppo affronta e sconfigge Raj. Natsu viene portato al castello per ordine di Ignia che vuole unire Natsu insieme alla sua gilda per sterminare gli umani e festeggiare il vero festival dei re draghi. Intanto, Wed viene fermato dalla sua compagna Misfortune che comunica di tornare al castello. Ma, dal castello, arriva un raggio di magia nera dal castello e il gruppo di Fairy Tail, riunendosci con Elsa, inseguono il raggio per raggiungere il castello. Al castello, il raggio di magia nera si rivela una maga nera con un potere simile a Acnologia, Faris, che vuole unirsci alla battaglia. |                        |                   |                        |
| 19 | 9 dicembre 2024 | ISBN 978-4-06-537768-0 | 15 luglio 2025    | ISBN 978-88-226-5819-7 |
| 19 | Capitoli - 163. Nera volontà (黒き意志?, Kuroki ishi) - 164. Triplice battaglia per il mondo (世界をかけた三つ巴?, Sekai o kaketa mitsudomoe) - 165. Le cinque fate (五人の妖精?, Go-nin no yōsei) - 166. Il legame della chiave (鍵の絆?, Kagi no kizuna) - 167. Un'amica in attesa sul mare in tumulto (荒ぶる海に友は待つ?, Araburu umi ni tomo wa matsu) - 168. Un grande potere scava la pietra (大いなる力は石を穿つ?, Ōinaru chikara wa ishi o ugatsu) - 169. I legami dell'acqua (水の繋がり?, Mizu no tsunagari) - 170. Il nome rappresenta il corpo (名は体を表す?, Na wa tai o arawasu) - 171. Sei forze oscure (六つの黒き力?, Muttsu no kuroki chikara) |                        |                   |                        |
| 19 | Trama Faris rivelà che è quella originale di Earthland che ha ottenuto la magia nera dal braccio sinistro di Acnologia che Igneel la strappato a morsi e che lei vuole un suo mondo. Ignia gli rivela a Natsu che tutti i Draghi Divini non hanno combattuto su serio per via del labirinto di Dogra che è espanso tutto il continente e che, adesso non c'è più, può dare inizio al vero festival dei re draghi con la trasformazione dei ex Draghi Divini e dei suoi abitanti in draghi veri con delle Lacrime giganti in ogni parte del continente. Natsu e gli altri vengono trasportati da Elefseria nella gilda Magia Drago e tutti decidono di separarsi per poter distruggere le Lacrime e far tornare tutti come prima. Lucy arriva alla città di Elmina e a difficoltà con gli abitanti e Caramille diventati draghi, ma arriva Brandish che è venuta per la chiave di Acquarius che si trova all'interno della Lacrima. Alla fine, Lucy e Brandish riescono a distruggere la Lacrima e far tornare tutti come prima. Alla fine Brandish dà a Lucy la chiave di Acquaris, dato che voleva trovare la chiave per darla a lei. Intanto Natsu sconfigge Brian, diventato drago, e lui rivelà che Ignia è andato a cercare Faris, mentre Happy convince Misfortune ad'allearsi con loro. Elsa arriva a Draseel e lì incontra gli Oracion Sechs, un gruppo di demoni creati da Faris, e Master Zero che è sopravissuto da Nirvana e trasformato in un demone. Gli Oracion Sechs hanno già distrutto la Lacrima e si scontrano contro Elsa fino ad'arrivare gli originali Oracion Seis. |                        |                   |                        |
| 20 | 9 aprile 2025 | ISBN 978-4-06-539041-2 | —                 | —                      |
| 20 | Capitoli (traduzioni letterali dei titoli) - 172. Scontro tra Seis e Sechs (魔と魔の激闘?, Ma to ma no gekitō) - 173. Il mondo nel caos (動乱の世界?, Dōran no sekai) - 174. La supervelocità come stile di vita (最速の生き様?, Saisoku no ikizama) - 175. L'essenza delle preghiere malvagie (悪しき祈りの真髄?, Ashiki inori no shinzui) - 176. Speranza infranta (砕かれる希望?, Kudaka reru kibō) - 177. Invito alla fiamma fatata (妖炎の誘い?, Yōen no izanai) - 178. La chiave per il nuovo potere (新たな力への鍵?, Aratana chikara e no kagi) - 179. Il vero valore dell'oro (黄金の真価?, Ōgon no shinka) - 180. Alla dolce luna (優しい月へ?, Yasashī tsuki e) |                        |                   |                        |
| 21 | 7 agosto 2025 | ISBN 978-4-06-540351-8 | —                 | —                      |
| 21 | Capitoli (traduzioni letterali dei titoli) - 181. Possibilità di ghiaccio (氷の可能性?, Kōri no kanōsei) - 182. Ghiaccio nero (黒き氷?, Kuroki kōri) - 183. Fate contro fuoco (妖精vs.炎?, Yōsei vs. honō) - 184. Attacchi furiosi dall'oscurità e dalle fiamme (黒と炎の猛攻?, Kuro to honō no mōkō) - 185. Il legame di Seis (六魔の縁?, Rokuma no en) - 186. Significato di libertà (自由の意味?, Jiyū no imi) - 187. La luce in un passo (窮地に差す光?, Kyūchi ni sasu hikari) - 188. Il gioco della sirena (人魚の戯れ?, Ningyo no tawamure) - 189. Festa del drago (竜の宴?, Ryū no utage) |                        |                   |                        |

#### Capitoli non ancora editi in formatotankōbon
Questa lista è suscettibile di variazioni e potrebbe essere incompleta o non aggiornata.

Essendo i capitoli inediti in Italia, viene riportata la traduzione letterale del titolo originale giapponese.
- 190. Per qualcosa di importante (大切なものの為に?, Taisetsu na mono no tame ni)
- 191. Un vero drago (本物の竜?, Honmono no Doragon)
- 192. Altre minacce (さらなる脅威?, Saranaru kyōi)

### Anime
Un adattamento anime è stato annunciato durante il livestream "Hiro Mashima Fan Meeting" tenutosi l'11 settembre 2021. La serie è prodotta da J.C.Staff e diretta da Toshinori Watanabe, mentre Shinji Ishihira è il regista principale, Atsuhiro Tomioka supervisiona la sceneggiatura, Yurika Sako cura il character design e Yasuharu Takanashi compone la colonna sonora. La serie è stata trasmessa a partire dal 7 luglio 2024 al 5 gennaio 2025. 
I diritti per la distribuzione in Italia sono stati acquisiti da Dynit che ha pubblicato l'anime su Prime Video dal 7 gennaio al 10 marzo 2025.

#### Episodi
| Nº   | Titolo italiano (traduzione letterale) Giapponese 「Kanji」 - Rōmaji | In onda           | In onda        |
| Nº   | Titolo italiano (traduzione letterale) Giapponese 「Kanji」 - Rōmaji | Giapponese        | Italiano       |
| 1    | La prima gilda e la gilda più forte 「“最初”のギルドと“最強”のギルド」 - Saisho' no Girudo to 'saikyō' no Girudo | 7 luglio 2024     | 7 gennaio 2025 |
| 1    | Un anno dopo la sconfitta di Zeref e Acnologia, Natsu, Lucy, Elsa, Gray, Wendy, Happy e Charle hanno ricevuto il permesso di partecipare alla missione dei cento anni, partono verso la prima di tutte le gilde, Magia Dragon nel continente di Guiltina, per avere le informazioni. A Fairy Tail intanto entrano ufficialmente tre nuovi membri: un uomo arrogante entrato solo per far parte della gilda più forte che non rispetta nessuno, viene stordito da Luxus e poi fugge, un ragazzino che lo segue terrorizzato, mentre la terza Toka è una ragazza salvata da Natsu e dal quel giorno è innamorata di lui. A Magia Dragon i ragazzi incontrano il master Elefseria, nonché il fondatore di tutte le gilde di maghi, questi si rivela un Dragon Slayer capace di trasformarsi in drago, oltre a essere ultracentenario. L'uomo spiega loro che la missione consiste nel sigillare i cinque Draghi Divini, sparsi per il continente e ognuno è forte quanto Acnologia, racconta che in diversi hanno fallito e solo Gildarts sopravvisse per miracolo, loro sono i novantanovesimi, Natsu rivela di aver sconfitto il drago nero, facendo sperare Elefseria, ma in caso di fallimento capisce che nessun'altro può farcela. Il gruppo firma il contratto e in cambio ognuno potrà esprimere un desiderio, finita la missione. Intanto a Magnolia Gajeel con Lily e Juvia, sospetta che Toka nasconda qualcosa, infatti conosce il nome di un membro della gilda oscura Avatar (cosa tenuta segreta). Il team giunge poi a Elmina, per cercare il Drago Divino dell'acqua, Mercuphobia, una volta arrivati sono osservati da lontano da un uomo con le corna. |                   |                |
| 2    | Il mare del drago 「竜の海」 - Ryū no umi | 14 luglio 2024    | 7 gennaio 2025 |
| 2    | A Elmina il gruppo si prenota in un albergo dove vedono un pesce trasformarsi nel receptionist che li dice di bere la pozione che ognuno troverà in stanza. A Magnolia mentre il gruppo di Gajeel sorveglia Toka, a quest'ultima spunta improvvisamente la coda, ma prima che il trio possa dire qualcosa scompare. Intanto Gerard in visita alla sede di Sabertooth (dove si scopre che Sorano ne è diventata membro per star finalmente insieme alla sorella Yukino) chiede se hanno visto una persona, che è Toka. A Elmina durante la notte il gruppo scopre che la città è finita sott'acqua a causa dell'alta marea, ma loro possono respirare in acqua grazie alla pozione bevuta e scoprono che tutti gli abitanti sono pesci, ma quando nominano il drago divino, improvvisamente diventano ostili, costringendo i maghi alla fuga. I maghi capiscono che hanno paura per Mercuphobia, ma ricordano che la missione non è ucciderlo, tornano in città trasformati in pesci con faccia umana grazie a Gemini, scoprono che gli abitanti vogliono sacrificare una ragazza al drago marino che arriva, ma la ragazza si libera e lo uccide. Natsu capisce che è una Dragon Slayer, ma la ragazza Kiria si presenta come un membro della gilda Diablos, composta da Dragon Eater, Dragon Slayer di Quinta Generazione, che guadagnano i loro poteri mangiando draghi e lei ha il potere di quello lama, in quanto taglia ogni cosa con le sue mani e dice che quello che ha ucciso non era Mercuphobia, dal gusto. Il gruppo tornato umano cerca inutilmente di fermarla, Natsu scopre che non può usare le sue fiamme in acqua, inoltre compare Madmole un altro Eater col potere della corazza, improvvisamente i due gruppi vengono trascinati in superficie dal misterioso uomo con le corna. |                   |                |
| 3    | Lama, armatura, cenere 「刃、鎧、灰」 - Yaiba, yoroi, hai | 21 luglio 2024    | 7 gennaio 2025 |
| 3    | Il misterioso uomo si rivela Mercuphobia, ma prima che i Diablos possano attaccare vengono trasformati in cenere, da Skullion un altro membro che li porta via. Mercuphobia è ospitale nei confronti della squadra, spiegando che ha rinunciato alla sua passata crudeltà dopo essersi legato alla sua compagna umana, Karameel. Tuttavia, desidera morire a causa della sua graduale perdita di controllo sulla marea di Elmina (motivo per cui trasforma le persone in pesci), a causa del furto della sua magia da parte di una strega chiamata Maga Bianca e chiede alla squadra di recuperare il suo potere e ucciderlo prima che inondi il mondo. Sentendo ciò Diabolos cambia bersaglio nella Maga Bianca e ferisce Mercuphobia, ritenendolo inutile. La squadra combatte per proteggerlo, ma viene sconfitta: Elsa viene sottomessa dopo che Kiria le "taglia" magicamente la forza; Natsu soccombe a Madmole che lo costringe a salire sulla nave di Diabolos, dove si scopre che gli Eater essendo più evoluti possono stare sui mezzi in movimento, senza sentirsi male e Gray viene apparentemente disintegrato da Skullion e disperso. Nel frattempo, Gerard viene a sapere che Toka è a Fairy Tail e la affronta identificandola come la Maga Bianca, una persona che si dice sia pericolosa quanto Zeref. |                   |                |
| 4    | Tingere di bianco 「白く染まる」 - Shiroku somaru | 28 luglio 2024    | 7 gennaio 2025 |
| 4    | Gerard accusa Toka di aver rubato la magia di diversi maghi in quanto fondatrice di Rebellious, un culto che mira a cancellare tutta la magia dal mondo, lei non sa niente ed è terrorizzata da quelle parole, ma Luxus la difende, in quanto membro della gilda, ma la mette in guardia dal tenere segreti che potrebbero mettere in pericolo Fairy Tail. La ragazza in seguito tenta di rubare la magia di Gerard per la sua interferenza e ritiene che Fairy Tail è troppo potente e va fermata, ma si ferma prima che Gajeel la immobilizzi, rivelando che la Maga Bianca è la seconda personalità, di Toka. Nel frattempo Natsu, Elsa e Wendy sono prigionieri a bordo della nave dei Diablos. Lucy, Happy e Charle, sopravvissuti allo scontro, li inseguono su una barca e si imbattono in Brandish, che ha salvato Gray con la sua magia e sta cercando la chiave di Aquarius, in quel continente. Brandish si rifiuta di unirsi alla lotta contro Diabolos, ma aiuta Fairy Tail trasformando una roccia sottomarina in un isolotto che fa arenare la nave. Nello stesso istante, l'incantesimo di Kiria svanisce su Elsa, che libera Natsu e Wendy. Il gruppo inizia a affrontare Diablos, Elsa grazie a una spada infusa di magia di drago, affronta Kiria, mentre Wendy disperde Skullion e Natsu sconfigge Madmole. |                   |                |
| 5    | Un'ardua decisione 「苦渋の決断」 - Kujū no ketsudan | 4 agosto 2024     | 7 gennaio 2025 |
| 5    | Con l'arrivo del resto dei compagni, Fairy Tail ha la meglio su Diablos, costringendoli alla ritirata, promettendo di tornare con più membri. La squadra torna a Elmina, dove assiste all'attacco di Mercuphobia alla città nella sua forma di drago fuori controllo. Karameel ammette di essere responsabile del furto del potere del suo signore, avendo contattato la Maga Bianca in uno sforzo maldestro per proteggerlo dai cacciatori, ma a causa di questo ora lei lo controlla. La squadra si trova costretta a ucciderlo, ma il drago dimostra il suo potere divino sollevando il mare in cielo. Nel frattempo, Gerard e il resto di Fairy Tail interrogano Toka, che spiega di essere posseduta dalla Maga Bianca e di essersi unita a Fairy Tail nella speranza di essere separata da lei con la magia di Wendy (non sapendo che sarebbe partita in missione), ma la Maga Bianca riprende il controllo e ha la meglio sulla gilda addormentando tutti. |                   |                |
| 6    | Il discendente delle fiamme 「炎の系譜」 - Honō no keifu | 11 agosto 2024    | 7 gennaio 2025 |
| 6    | Mercuphobia mette in difficoltà i maghi, Natsu raggiunge due volte la testa del drago, ma le sue fiamme vengono spente. Mercuphobia scaglia Natsu in un vortice d'acqua creato in cielo, quando improvvisamente il ragazzo viene salvato da un drago, con un odore familiare che incendia la città. Il nuovo arrivato dopo aver mollato Natsu che viene portato a terra da Happy, si trasforma in umano (rivelando che è un potere dei draghi) e si presenta come Ignia, Drago Divino del fuoco e figlio di Igneel, cresciuto dalla madre dopo l'accoppiamento, cosa naturale per i draghi. Rivela inoltre che i cinque Draghi Divini si stabilirono 400 anni fa a Guiltina per sfuggire a Acnologia, diventando molto più forti negli anni successivi, Ignia voleva sconfiggere Acnologia per dimostrare la sua forza, invece che vendicare il padre, ma scoprì che era stato un umano a batterlo. Ignia si rivela deluso dal fatto che ora Natsu abbia la peggio contro Mercuphobia che considera più debole di lui e gli ordina di mangiare le fiamme che stanno bruciando la città in grado di battere l'acqua, Ignia scompare non prima di aver detto al ragazzo di diventare più forte così da confrontarsi un giorno. Natsu non avendo scelta mangia le fiamme riuscendo a fare evaporare l'acqua e battendo il drago, ma quando sta per finirlo ormai fuori controllo viene fermato da Lucy |                   |                |
| 7    | Lieto fine 「結果オーライ」 - Kekka ōrai | 18 agosto 2024    | 7 gennaio 2025 |
| 7    | La gente di Elmina inizia a ricostruire della città, Mercuphobia si è ripreso senza la sua magia, rimanendo bloccato in forma umana e sigillato con successo secondo le specifiche della missione, cosa che anche Elefseria, vede sul muro nella sua gilda. Grato di vivere in pace, Mercuphobia fornisce informazioni sugli altri draghi, anche se non li vede da anni e non si sono mai incontrati tutti insieme: Ignia del fuoco, Selene della luna, Viernes dell'oro (unico che non conosce) e indirizza la squadra alla città di Drasil per indagare su Aldoron, il drago di legno nonché il più grande del mondo. La squadra si ferma nella città di Tekka, per prendere il treno per Drasil, prossima metà, dove Elsa viene scambiata per una celebrità locale di nome Elkis, che le somiglia. Elkis si avvicina alla squadra e per spiegare la situazione e li porta in un edificio etichettato "Fairy Nail". Nel frattempo, la squadra degli Eater riferisce il loro incontro con Fairy Tail al master di Diabolos, Georg Reizen, mentre i membri di Saber Tooth visitano la sede Fairy Tail e la trovano abbandonata, la Maga Bianca intanto naviga verso Guiltina all'inseguimento del gruppo di Natsu. |                   |                |
| 8    | Aldoron, il Drago Divino del legno 「木神竜アルドロン」 - Mokushinryū Arudoron | 25 agosto 2024    | 7 gennaio 2025 |
| 8    | Natsu e co visitano Fairy Nail, una gilda di cantanti, attori e modelli, i cui membri assomigliano tutti a quelli di Fairy Tail, ma quando stanno per partire scoprono che Elsa si è sostituita a Elkis per recitare una parte, facendo fiasco. Una volta partito il gruppo fa una sosta alla città di Rain Hill, dove Gray incontra la sosia di Juvia, Juvina, che riconosce l'amore inespresso di Gray per Juvia e lo porta a un appuntamento finto, ispirandolo a superare la sua insicurezza con la ragazza. Sull'ultimo treno per Drasil, la squadra incontra Juvia, che esitata a rispondere alle sue domande. Il gruppo arriva a Drasil e quando Gray chiede a Juvia riguardo al resto dei loro compagni, lei ricorda la Maga Bianca e avverte la squadra del pericolo, prima di perdere conoscenza. Un tremore scuote improvvisamente Drasil, rivelando che la città è costruita sulla mano destra di Aldoron, con altre quattro situate sulla mano sinistra, sulla schiena e sulle spalle del drago addormentato, per gli abitanti delle varie città, i tremori fanno parte della loro quotidianità. Natsu, Lucy e Elsa raccolgono informazioni, mentre gli altri restano in albergo, a occuparsi di Juvia ancora svenuta, un vecchio incappucciato li porta in una delle chiese della Maga Bianca, piena di persone incappucciate che si rivelano essere il resto dei membri di Fairy Tail e Gerard, mentre il vecchio si rivela Mira trasformata, tutti sottoposti al lavaggio del cervello da parte della Maga Bianca. |                   |                |
| 9    | Whiteout 「白滅」 - Howaitoauto | 1º settembre 2024 | 7 gennaio 2025 |
| 9    | Il gruppo viene salvato da Gray e Wendy, prima che la Maga Bianca assorba i loro poteri. Una volta al sicuro il gruppo scopre da una cosciente Juvia, che la Maga Bianca ha preso il controllo di Fairy Tail, perché ritenuta troppo potente, ma con la sconfitta di Mercuphobia ha cambiato piano, inoltre può uccidere i loro amici quando vuole. Lei è fuggita grazie a Toka la seconda personalità della Maga Bianca, ma non può usare la sua magia e dopo aver raccontato il suo interesse amoroso per Natsu, lui confessa di non averla mai incontrata. Improvvisamente Juvia parla con la voce della Maga Bianca, questa rivela che usando i loro compagni ha distrutto la sfera di controllo posta sulla mano destra e quando avranno distrutto le altre quattro nelle restanti città e indebolito il drago lo controllerà. Il gruppo decide di dividersi, per raggiungere le sfere e nasconderle: Gray e Juvia si ritrovano contro Fried, Bixlow e Ever, Natsu e Happy contro Gajeel e Lily, che stordiscono con un trucco, Lucy contro Mira, Elfman e Lisanna, durante lo scontro la biondina oltre a evocare insieme Virgo e Leo, unisce i loro poteri per creare un nuovo Abito stellare |                   |                |
| 10   | Nuovi assassini 「新たなる刺客たち」 - Arata naru shikaku-tachi | 8 settembre 2024  | 7 gennaio 2025 |
| 10   | Col potere del Mix Abito stellare Leo Virgo, Lucy riesce solo a neutralizzare Lisanna, tornando poi normale. Gray grazie al Devil Slayer e un po' d'astuzia, riesce a neutralizzare il Commando del Dio del fulmine. Levy si intromette durante lo scontro tra Natsu e Gajeel, facendo fermare il primo avendo scoperto che la ragazza è incinta di Gajeel, ma Levy con la sua magia crea un veicolo che lo neutralizza e lo allontana. Wendy e Charle raggiungono la sfera nella spalla destra, dopo aver scoperto che emana una particolare luce, ma trovano i loro compagni intrappolati in ragnatele, da Nebaru un membro di Diablos, coi poteri della colla, infatti immobilizza anche loro, scoprono che i Diablos distrutte le sfere, intendono divorare il drago, Nebaru capendo che la bambina è un Dragon Slayer vuole divorare anche lei. Elsa si ritrova in una situazione imbarazzante contro Gerard, che ripete che vuole proteggerla, nel nascondiglio della sfera sulla mano sinistra, quando sta per avere la meglio, arriva Luxus e successivamente Kiria, che vuole la rivincita contro la rossa. Natsu sceso dal mezzo si imbatte in un membro di Diablos, sorpreso che può vederlo, (capendo poi che è un Dragon Slayer), il ragazzo scopre che oltre a essere immateriale e impossibile da colpire, Happy non può vederlo, lo sconosciuto si presenta come Wraith, il drago degli spiriti: un fantasma |                   |                |
| 11   | Wraith, il Drago degli Spiriti 「霊竜のレイス」 - Reiryū no reisu | 15 settembre 2024 | 7 gennaio 2025 |
| 11   | Wendy intrappolata nel bozzolo di Nebaru, riesce a liberare gli arti e la faccia, ma fatica a lottare. Elsa approfittando dell'arrivo di Kiria cerca di rubare la sfera, ma Gerard la immobilizza e la porta via, mentre Luxus si prepara a affrontare la Eater. Wraith colpisce Natsu con la sua magia, separando la sua anima dal corpo per mangiarla (avendo magia di drago). Il ragazzo si ritrova in un'esperienza pre morte dove incontra Zeref e Mavis, che vivono felici con i piccoli August e Larcade e poi incontra Igneel, che gli spiega che sono in un mondo creato dal suo cuore e gli dice di tornare indietro. Natsu ferma Wraith e dà una forma umana al suo spirito riuscendo a colpirlo. Wraith rivela di poter possedere i corpi e entra in Happy, che Natsu fa uscire con un pugno. Wraith fugge alla ricerca di un nuovo corpo da possedere rivelando che se la persona ha determinate condizioni: un potere simile o superiore al suo, aver sperimentato un'esperienza pre morte o avere il suo sangue, può sfruttarlo al massimo. Natsu entra temporaneamente nel suo corpo per tranquillizzare Happy, per poi tornare spirito e insegue il nemico passando tra i muri della città, ma scopre che Wraith è entrato in Makarov, che rispetta le prime due condizioni e grazie alla sua magia, lo fa camminare. Lo scontro di Lucy viene interrotto da Skullion e Madmole che iniziano a lottare rispettivamente contro Mira e Elfman. Lisanna ripresasi e trasformatasi in donna serpente immobilizza Lucy e cerca di controllarla con lo sguardo della Maga Bianca, ma quando la biondina sta per soccombere (trovando l'esperienza simile all'ultima volta che si è ubriacata con Cana), indossa l'Abito stellare di Capricorn dotato di occhiali scuri e neutralizza lo sguardo, mentre lo Spirito stordisce Lisanna. Lucy si ritira avendo elaborato un piano. |                   |                |
| 12   | L'asso nella manica per il contrattacco 「反撃の切り札」 - Hangeki no kirifuda | 22 settembre 2024 | 7 gennaio 2025 |
| 12   | Wendy fatica a lottare nel bozzolo e Nebaru ne approfitta per distruggere la seconda sfera, poi si reca dalla prossima inseguito dalla bambina. Elsa con un trucco immobilizza Gerard e si reca dalla sfera, dove nel frattempo Luxus sconfigge facilmente Kiria, sorprendendo quest'ultima. Natsu si trova in difficoltà contro Makarov che grazie a Wraith può toccarlo anche se è uno spirito. Ma a un certo punto il drago fantasma scopre il suo passato: 40 anni prima era un membro di Fairy Tail morto in missione, un giovane Makarov gli resto vicino negli ultimi momenti, ricordandogli che la gilda è una famiglia anche senza legami di sangue. Wraith felice di aver ricordato il suo passato annulla la possessione e svanisce, Natsu torna nel suo corpo. Gray e Juvia si imbattono in Cana ubriaca che viene neutralizzata da Lucy, che vuole usare le carte dell'amica per intrappolare i loro compagni senza lottare. La biondina però fallisce nell'usare la magia, ma Cana la libera, non ricordando nulla e facendo capire che era ubriaca anche quando la Maga Bianca lanciò l'incantesimo, non avendo così effetto su di lei e si offre di aiutarli. Natsu e Happy raggiungono la sfera sulla schiena e trovano la Maga Bianca svenuta. |                   |                |
| 13   | Violenta battaglia cremisi 「紅の激闘」 - Kurenai no gekitō | 29 settembre 2024 | 7 gennaio 2025 |
| 13   | Toka ripreso il controllo del suo corpo, con sorpresa dei presenti stringe Happy chiamandolo Natsu, racconta che un anno prima la salvarono da dei banditi, cosa che i due ricordano, non sapendo che c'era un ostaggio in una botte, ma mentre catturavano i banditi e avendo la bocca piena, Happy gli disse di ricordarsi che erano stati sconfitti da Natsu, motivo dell'equivoco. Toka improvvisamente si trasforma rivelando di essere una Exeed. Elsa e Luxus si affrontano nel tempio sulla mano sinistra, lei usando una spada con magia Dragon Slayer e successivamente due di fuoco e ghiaccio (magie da Natsu e Gray) e lui passando alla modalità Fulmine rosso. Dopo un duro scontro è l'uomo a avere la meglio, Elsa riconosce la potenza del compagno, ma pochi minuti dopo, cade a terra anche lui. Kiria approfittando della situazione distrugge la sfera. Contemporaneamente la Maga Bianca riprende il controllo del suo corpo e usa la sua magia su Natsu, iniziando a indebolirlo, rivelando che lei è un'umana che usa il corpo di una Exeed, non volendo rivelare il motivo, ripetendo che Fairy Tail e i Draghi Divini sono troppo pericolosi, ora vuole usarlo per distruggere la sfera, Happy capendo che la Maga Bianca non può toccarla, gliela scaglia contro, facendole apparire sul corpo cristalli e rami e approfittando della situazione fugge con l'amico. |                   |                |
| 13.5 | Storia parallela: Il diario di Lucy 「閑話・Lucy's diary」 - Kanwa: Lucy's diary | 6 ottobre 2024    | -              |
| 13.5 | Lucy fa un riassunto degli eventi dall'arrivo del gruppo a Guiltina e aver accettato la missione, fino all'attuale battaglia su Aldoron. |                   |                |
| 14   | Il feroce Drago Appiccicoso 「暴虐の粘竜」 - Bōgyaku no nenryū | 13 ottobre 2024   | 10 marzo 2025  |
| 14   | Wendy usando la Dragon Force riesce a liberarsi dal bozzolo, Nebaru la attiva a sua volta diventando ancora più grosso e imprigionandola di nuovo col suo potere, la bambina decide di far ricorso a una piccola parte del potere di Irene Belserior rimasto in lei indossando i suoi vestiti e cambiando acconciatura, riuscendo a liberarsi e mettendolo in difficoltà. Skullion e Madmole ordinano telepaticamente la ritirata, fermando Kiria che vuole divorare Luxus, dicendole che finirà sotto il controllo della Maga Bianca, ma Nebaru non vuole sentire ragioni iniziando a somigliare a un drago e perdendo la ragione. Lo spirito di Irene prende il controllo di Wendy per lanciare un potente attacco, ma la bambina dice di non volerlo uccidere e con sorpresa scopre che è vivo, Irene spiega che ha separato quasi tutti i poteri Dragon Eater dal suo corpo, facendolo tornare normale. Annullata la trasformazione Irene spiega che un frammento della sua coscienza è rimasto in lei e avendo visto la Maga Bianca e capito il suo segreto, le insegna un incantesimo per separare le due personalità, per poi sparire temporaneamente in quanto esausta chiedendo di non dire niente agli altri soprattutto a Elsa, Natsu e Happy attirati dallo scontro arrivano e la vedono parlare da sola, ma la bambina dice che stà bene e del suo piano. I tre liberano e informano Charle degli ultimi eventi, ma la gattina avendo visitato diverse volte il villaggio che gli Exeed fondarono dal loro arrivo su Earthland (scoprendo di essere figlia della regina), dopo essersi ritrovati tutti assieme alle uova inviate 9 anni fa, non ne ha mai incontrato, né sentita nominarne una di nome Toka, non capendo da dove provenga. Il gruppo di Lucy intanto inizia a sigillare nelle carte i loro compagni, quando si sente un nuovo fragore, Mest ha distrutto la quarta sfera sulla spalla sinistra e si teletrasporta sulla schiena dove su ordine della Maga Bianca distrugge anche l'ultima.                                     |                   |                |
| 15   | Il fragore della terra 「轟く大地」 - Todoroku daichi | 20 ottobre 2024   | 10 marzo 2025  |
| 15   | Con la distruzione dell'ultima sfera, si scatena un terremoto più violento, che distrugge le città e si sente un forte ruggito: Aldoron si è risvegliato, il gruppo di Lucy si trova davanti gli abitanti della città e scoprono che non sono umani ma semi del drago, infatti si trasformano in piante e vengono assorbite dal drago come nutrimento. Juvia scopre di poter di nuovo usare la magia e i vari membri di Fairy Tail non capiscono dove sono o cosa succeda, la Maga Bianca scopre che la sua magia è stata annullata (dopo aver visto Mest spaesato), sia Ignia che una donna nascosta tra i monti che si rivela la forma umana di Selene il drago lunare, avvertono il risveglio di Aldoron. Il gruppo di Natsu raggiunge la Maga Bianca e Wendy separa lei e Toka con la nuova magia, facendole cadere a terra esauste, per essere portate in salvo, Mest, ricorda tutto con la sua magia delle mente e si teletrasporta a radunare e evacuare i vari compagni. All'improvviso un gruppo di aeronavi del Consiglio della magia di Guiltina, che sorvegliavano il drago lo attaccano, non facendogli niente, mentre lui fa crescere altissimi alberi le abbatte, Natsu separatosi dai suoi compagni decide di fermarlo, ma dopo un attacco esce dal terreno un albero umanoide parlante, che si presenta come Wolfen il seme divino, al servizio del drago, che si trasforma in chi pensa Natsu in quel momento dopo essere stato toccato, cioè Happy, che sconfigge subito. Anche i loro compagni sono attaccati da diverse copie di Wolfen e dopo uno di loro ha toccato Cana si trasforma in Gildart copiando la sua magia, il gruppo di Lucy libera dalle carte i loro compagni per combattere e con attacchi a distanza riescono a eliminarli. Natsu dopo averne incenerito diversi, viene toccato da un altro Wolfen che si trasforma in Zeref. |                   |                |
| 16   | God Seed 「ゴッドシード」 - Goddo Shīdo | 27 ottobre 2024   | 10 marzo 2025  |
| 16   | Wolfen ignaro dei poteri di Zeref, attiva la sua aura di morte iniziando a uccidere la vegetazione intorno a loro e per non arrecare danno al drago si autodistrugge, Natsu tenutosi a distanza ne esce illeso, improvvisamente un ramo lo trascina sotto terra. Anche le copie di Wolfen, che hanno attaccato il gruppo di Lucy, scompaiono, ma appare un nuovo seme divino completamente diverso di nome Metro e evoca agli alberi umanoidi più grossi di lui, che chiama Golem. Gerard liberatosi incontra Luxus e Elsa ancora svenuta, ma vengono attacchi da Gear un altro seme divino e il gruppo di Wendy da Doom. Natsu trascinato nelle profondità del drago scopre dei semi divini e si ritrova dinanzi a lui la manifestazione di Aldoron il capo e quinto seme, questi rivela che il drago nascostosi a Guiltina si addormentò generando le sfere come sigillo, mentre i suoi semi divennero gli umani che crearono le varie città. Il corpo del drago continuò a crescere negli anni avvenire, inoltre le sfere rappresentavano i semi divini che sono emanazioni della sua coscienza e anima, la Maga Bianca rompendole lo ha liberato, ora il drago dominerà su tutto il continente, Natsu prova a fermarlo, ma viene colpito senza accorgersene due volte. Wendy avendo quasi finito la sua magia non può combattere, Charle attacca Doom in forma umana, ma il seme la avvolge nelle sue spore e dopo che le spunta un fiore sopra la testa, Doom spiega che un petalo cadrà dopo ogni minuto e dopo l'ultimo morirà. Wendy non riesce a neutralizzare la maledizione con la sua magia curativa, Irene sta ancora dormendo e l'ultima magia può solo potenziare gli alleati, ma improvvisamente si imbatte nei suoi compagni Max, Warren, Laki, Kinana, Reedus, Jonah, Vijeeter e Nab (che erano precedentemente prigionieri di Nebaru) e usando la magia su di loro e potenziandoli, distruggono Doom e liberano Charle. All'interno del drago Aldoron percepisce la sconfitta di Doom e Natsu riesce a vedere e schivare il suo attacco. |                   |                |
| 17   | Forza vitale 「生きる力」 - Ikiru chikara | 3 novembre 2024   | 10 marzo 2025  |
| 17   | Il gruppo di Lucy si ritrova in difficoltà contro i Golem che resistono a ogni attacco, ma capisco che Metro è il loro punto debole, per questo lo circondano. Gray e Juvia superano la difesa e la seconda attacca Metro non facendogli niente mentre invece assorbe il corpo d'acqua di Juvia e usa la sua magia contro Gray, che si rifiuta di attaccare Metro mentre Juvia è fusa con lui, dichiarando che gli dà la forza di vivere, sconvolta da questa confessione, Juvia inizia a bollire facendo sentire caldo a Metro, il che ispira Gray a trasformarla in ghiaccio e usarla contro il seme finché non si scioglie, liberandola. Gray e Juvia uniscono i loro poteri congelando Metro e sconfiggendo i suoi golem. Il resto del gruppo non sa come fermare il drago e incontra Brandish, che si offre di ingigantire temporaneamente uno di loro per combattere Aldoron e Gajeel si offre. Nel frattempo, Gear lancia cerchi magici su Gerard con la quale anticipa le sue mosse e gli fa credere che Elsa lo sta attaccando, il ragazzo pensa che sia giusto che paghi per le sue colpe. Ma con il "tempo" di Gerard congelato, Ultear si manifesta nella sua mente e lo incoraggia a vivere per il bene di Elsa. Gerard si libera dell'incantesimo passandolo a Sieglein, il suo duplicato e distrugge Gear. Percependo la morte dei rimanenti semi divini, Aldoron si indebolisce ulteriormente, ma si prepara a uccidere gli intrusi. |                   |                |
| 18   | Volontà ardente 「燃ゆる意志」 - Moyuru ishi | 10 novembre 2024  | 10 marzo 2025  |
| 18   | Natsu approfittando dell'indebolimento di Aldoron lo attacca, mentre un Gajeel ingigantito affronta il drago originale all'esterno, mentre il resto di Fairy Tail ha abbandonato le varie città. Aldoron lancia allora una raffica di spine da entrambe le parti, ferendo Natsu, mentre Gajeel fa scudo ai vari compagni col suo corpo e subito dopo torna normale, rimpicciolendo le ferite. Natsu capendo la natura malvagia dell'avversario attiva le fiamme di Ignia e lo incenerisce, fermando il drago esterno. Alla sede di Diablos i tre sopravvissuti fanno rapporto al master Reizen, furioso per il fallimento e la sconfitta di Wraith e Nebaru, rivela allora che il loro prossimo bersaglio è Selene il drago lunare e ordina a Suzaku il drago rosso, uno dei membri della squadra speciale di Diablos di affiancarli. Intanto anche Elefseria scopre che un altro drago è stato sigillato. In una città vicina, tutta Fairy Tail festeggia la vittoria (dove però il gruppo di Natsu è costretto da contratto a entrare poco nei particolari coi loro compagni, facendogli capire che gli eventi attuali sono legati alla loro missione) mentre alcuni sorvegliano Toka e la Maga Bianca ancora addormentate. Elsa chiede a Gerard di unirsi ai festeggiamenti, ma il ragazzo rifiuta a causa delle sue vecchie colpe. |                   |                |
| 19   | Aqua Aera 「水の翼」 - Akua Ēra | 17 novembre 2024  | 10 marzo 2025  |
| 19   | Mentre le ragazze si rilassano alle terme si imbattono in Bradish che le rimpicciolisce per farle divertire e poi sparisce, le ragazze riescono a trovarla e tornare normali dopo alcune situazioni imbarazzanti. Intanto la Maga Bianca si risveglia e sveglia a sua volta Toka, scusandosi con la gattina rivelando che il suo piano è salvare Elentir, cosa che lei a differenza del gruppo di guardia, sembra conoscere e aveva bisogno del suo corpo per l'Aqua Aera, ora la Maga Bianca dice che deve tornare a Elentir e ha bisogno dell'aiuto di Natsu e co e genera un cerchio con un bicchiere d'acqua che aveva precedentemente chiesto appena alzatasi, ma Toka gli dice di non farlo, prima che sparisca. In contemporanea anche Natsu, Lucy, Elsa, Gray, Wendy, Happy e Charle si ritrovano in un posto strano e scoprono che non possono usare la magia. Lucy viene raggiunta da una bambina che la chiama mamma, ma subito appare la vera madre la Edo Lucy e capiscono che sono a Edolas. Il gruppo vista la Edo Fairy Tail, ora una gilda di corrieri con semplici carrozze scoprendo che i loro Natsu e Lucy si sono sposati e hanno avuto una figlia Nasha (la bambina di prima) e anche Gray e Juvia e hanno un figlio Greige, inoltre a Edolas usano il vapore come fonte d'energia e decidono di andare alla capitale a chiedere aiuto a Mistgun ora divenuto re. Intanto anche la Maga Bianca scopre di essere finita su Edolas per sbaglio. Il gruppo raggiunge la capitale e incontrano Sugarboy, Coco, Byro e Hughes ora amichevoli con loro e scoprono che Knightwalker è diventata protettiva e servizievole nei confronti del loro sovrano, dopo aver raccontato come stanno le cose su Earthland, Mistgun però non può aiutarli in quanto le Anima sono finite e rivela le scoperte che fecero dopo la loro partenza, di Elentir un altro mondo ancora più ricco di magia e di Selene il drago capace di muoversi tra i vari mondi.                                                                                          |                   |                |
| 20   | Selene, il Drago Divino della Luna 「月神竜セレーネ」 - Gesshinryū Serēne | 24 novembre 2024  | 10 marzo 2025  |
| 20   | La riunione viene interrotta da Toka che appare da un cerchio magico e spiega che l'Aqua Aera è un incantesimo degli Exeed di Elentir per muoversi tra i mondi e la Maga Bianca si fuse con lei per poterlo usare, rivelando che entrambe provengono da Elentir, ma ora anche lei a Edolas è senza magia. I vari soldati dopo ore di ricerca trovano la Maga Bianca e dopo aver salutato i loro amici, ricevendo l'ultima Exball per Toka, il gruppo la raggiunge, in compagnia della Edo Wendy, che si presenta col suo vero nome Faris, rivela che ha fatto tutto per salvare Elentir in quanto la magia è fuori controllo e che fu Selene a dirle delle sfere e Aldoron, ma improvvisamente da un buco in cielo appare Selene, che rivela a Faris di averle mentito e che Elentir è condannata, poi ferisce la ragazza. Natsu l'attacca, ma Selene tornata drago si teletrasporta col gruppo, tranne la Edo Wendy. Il gruppo si ritrova sopra una nuvola, Wendy scopre di poter di nuovo usare la magia e cura Faris, scoprendo che stranamente è più efficace del solito e scoprono di trovarsi a Elentir, ma improvvisamente una mano gigante appare dal nulla separandoli: Natsu, Happy e Gray si ritrovano in una landa innevata, Lucy da sola in una foresta viene salvata da Taurus materializzatosi da solo e Elsa, Wendy e Charle in un villaggio abbandonato sono attaccate da strane ombre. |                   |                |
| 21   | Le divinità della bellezza lunare 「月下美神」 - Gekka bijin | 1º dicembre 2024  | 10 marzo 2025  |
| 21   | Le tre squadre vengono attaccate dalle divinità della bellezza lunare, tre maghe subordinate di Selene, che sfruttano le Arti spirituali, un potere diverso da magia e Maledizioni. Il gruppo di Elsa affronta Yoko un'evocatrice di Yokai, Lucy Mimi dotata di una forza sovrumana e Natsu e gli altri da Hakune capace di manipolare ghiaccio e neve e creare illusioni, le varie squadre vengono sconfitte e catturate, nonostante il potenziamento magico del nuovo mondo. Quella notte nel palazzo sopra la montagna dove si nasconde Selene, quest'ultima e le sue seguaci festeggiano, Natsu e Gray, risvegliatisi da soli, vengono fatti precipitare nei sotterranei e successivamente separati, Natsu si imbatte in Lucy trasformata in una donna serpente e Gray in Wendy in una Bakeneko con Happy e Charle ora due enormi tigri e sembrano non riconoscerli. Mentre affronta l'amica, Natsu finisce in un lago sotterraneo e improvvisamente appare Aquarius. |                   |                |
| 22   | Il corteo degli spettri 「百鬼夜行」 - Hyakki yakō | 8 dicembre 2024   | 10 marzo 2025  |
| 22   | Aquarius riesce a fare tornare Lucy in sé e poi umana. Gray in difficoltà contro le due tigri, viene salvato dai suoi amici e Aquarius che con un trucco finge di aver avvelenato Wendy e la obbliga a usare la magia curativa su se stessa, facendola tornare umana e poi su Charle e Happy, che tornano gatti. Faris e Toka, tornate insieme al villaggio della prima, lo trovano devastato e si imbattono in uno spaesato Suzaku, che inspiegabile è su Elentir, raggiunti dalla somma sacerdotessa, questa rivela di averlo evocato in cerca di aiuto, ma lo spadaccino non è interessato a aiutarle, vuole solo trovare Selene, anche se elimina senza sforzi i mostri creati dall'eccesso di magia, che hanno attaccato il villaggio, la sacerdotessa lo ringrazia e rivela dove si nasconde il drago. Natsu e co si imbattono infine in Elsa trasformata in una donna ragno, che Wendy fa tornare normale. Yoko (che ha assistito finora con Selene e le altre) decide di occuparsi di tutto personalmente, prima evocando un'armata di Yokai, che grazie ai nuovi poteri il gruppo sconfigge, poi trasformando se stessa in demone, ma Elsa grazie a un'armatura con arti artificiali la batte. Natsu uscito dalla grotta per inseguire uno Yokai che ha rubato la sua sciarpa, che riesce a riprendere s'imbatte in Suzaku. |                   |                |
| 23   | Maestro della spada 「剣聖」 - Kensei | 15 dicembre 2024  | 10 marzo 2025  |
| 23   | Mentre gli altri raggiungono Natsu, Suzaku, si presenta in parte rivelando chi è, che dà la caccia a Selene e al gruppo di Fairy Tail e dopo averne fatto la descrizione, capisce di averceli davanti e rivela di essere un membro di Diablos e con facilità ferisce gravemente Elsa e Natsu, rivelandosi più forte dei membri affrontati finora. Selene, Mimi e Hakune li raggiungono, il resto di Fairy Tail sfrutta la confusione per fuggire coi feriti, inseguiti da Mimi e Hakune, mentre Selene inizia a affrontare Suzaku. Il gruppo riesce a seminare le inseguitrici grazie a Toka che li teletrasporta con l'Aqua Aerea, Suzaku riesce a tenere testa a Selene, che durante lo scontro capisce che il potere del drago spadaccino del suo avversario, l'ha sviluppato divorando il drago Kurunugi. Al villaggio Wendy cura i suoi amici, ma Mimi e Hakune li raggiungono (grazie all'olfatto sviluppato della prima) obbligando Lucy e Gray a affrontarle di nuovo, mentre vedono una luna enorme. Intanto su Earhland il livello dei mari inizia a alzarsi. Lucy avendo capito che può evocare più spiriti senza chiavi, riesce a rallentare Mimi con l'acqua di Aquarius che l'avversaria beve tutta e poi con Gemini la colpisce con Uranus, restando però senza forze, Sebbene Mimi continui a stare in piedi dopo essere stata colpita dall'incantesimo, Lucy nota che è priva di sensi, rendendola vincitrice dello scontro. |                   |                |
| 24   | Un brutto mondo 「醜き世界」 - Minikuki sekai | 22 dicembre 2024  | 10 marzo 2025  |
| 24   | Durante lo scontro Hakune intrappola Gray in un'illusione, dove è sposato con Juvia e hanno avuto il piccolo Greige, inoltre Ur, Ultear e Silver sono vivi. Ma il ragazzo usa il Devil Slayer, rompendo la sua realtà felice e in uno scontro di evocazioni di ghiaccio ha la meglio, sull'avversaria. Natsu e Elsa grazie agli altri riescono a riprendersi e scoprono che la causa della magia incontrollata è Selene. Intanto Selene sembra avere la meglio su Suzaku in quanto conosce i suoi attacchi dato che Kurunugi, è uno dei suoi figli, inoltre scopre che fu il Master Georg a uccidere Kurunugi e lui lo divorò, lo spadaccino usando una tecnica inventata da lui, la batte. Natsu con Happy parte alla ricerca di Selene, ma si ritrova contro le mani fuori controllo e gli Tsumeaka i mostri generati da esse, che il mago sconfigge facilmente. Selene apre un portale per fuggire, ma Suzaku riesce a raggiungerla e a varcarlo con lei prima che sparisca, visti da lontano da Natsu. I maghi di Fairy Tail riunitisi, decidono, su un'idea di Wendy, in quanto gli eventi attuali gli ricordano Face e i Tartaros, di attaccare le mani alla radice e sottoterra in una grotta, si imbattono nell'Alta Face, l'essere mostruoso simile a un volto che purificherà il mondo. La sacerdotessa racconta la leggenda del mostro che quasi distrusse il loro mondo, a causa dell'enorme quantità di magia, ma che i loro antenati sigillarono, rivela che le mani non sono malvagie e i mostri nascevano raramente, ma ha capito che ora è libero e decide di riporre le loro speranze in Fairy Tail. |                   |                |
| 25   | Il ritorno 「帰還」 - Kikan | 5 gennaio 2025    | 10 marzo 2025  |
| 25   | I maghi non riescono a battere Alta Face, Irene suggerisce a Wendy di superare i loro limiti, che dice anche agli altri e sconfiggono il mostro. Gli abitanti di Elentir ringraziano Fairy Tail, mentre ricostruiscono il loro villaggio e arrestano le divinità della bellezza lunare. Faris si scusa con Natsu e co, per tutti i guai che ha fatto passare loro e a Fairy Tail, ma loro la perdonano. Tempo dopo il gruppo torna a Earthland, nella città dove sono ancora i loro compagni, raccontando gli eventi degli altri mondi. A Diablos Georg e gli Eater, circondano Selene incatenata, la donna chiede al master se ha ucciso suo figlio e dopo la sua conferma, si trasforma in drago e lo uccide, rivelando che si è fatta sconfiggere per farsi portare nella loro gilda e ha combattuto con una piccolissima parte del suo potere. Selene si auto proclama nuova master dei Diablos, Kiria si rifiuta di accettarla, ma viene teletrasporta in un'altra dimensione, Selene rivela che il suo obiettivo è sconfiggere i draghi rimanenti, ma siccome si equivalgono come poteri, ha bisogno dell'aiuto degli umani in quanto ormai la razza dominante, obbligando gli altri ad accettare la sua proposta e dopo aver fatto tornare Kiria, dice di convocare i membri rimanenti e rivela il prossimo obiettivo. Natsu e co, dopo aver salutato i loro amici, decidono di tornare da Elefseria, per avere informazioni sul prossimo obiettivo. |                   |                |